# Heide im Gewann Schleife
Das Gebiet Heide im Gewann Schleife ist ein flächenhaftes Naturdenkmal auf dem Gebiet der Gemeinde Altenriet im Landkreis Esslingen in Baden-Württemberg.

## Kenndaten
Das Naturdenkmal wurde mit Verordnung vom 25. August 1983 unter dem Namen Heide im Gewann Schleife ausgewiesen.

## Lage und Beschreibung
Das Naturdenkmal liegt östlich von Altenriet. Es handelt sich um eine Magere Flachland-Mähwiese.
Im Naturdenkmal liegt das Biotop Magere Flachland-Mähwiesen in Gemeinde Altenriet mit der Biotopnummer 374211160007 aus der Offenland-Biotopkartierung Baden-Württemberg.

## Flora und Fauna
Laut Biotopkartierung kommen die folgenden Arten im Gebiet vor:
Gemeine Schafgarbe, Rotes Straußgras, Spitzlappiger Frauenmantel, Wiesen-Fuchsschwanz, Gewöhnliches Ruchgras, Wiesen-Kerbel, Gewöhnlicher Glatthafer,
Mittleres Zittergras, Aufrechte Trespe, Wiesen-Glockenblume, Rundblättrige Glockenblume, Schlank-Segge, Zweizeilige Segge, Wiesen-Flockenblume,
Quellen-Hornkraut, Kohldistel, Wiesen-Pippau, Wiesen-Kammgras, Gewöhnliches Knäuelgras, Wilde Möhre, Gewöhnlicher Rot-Schwingel,
Wiesen-Labkraut, Echtes Labkraut, Wiesen-Storchschnabel, Wald-Storchschnabel, Bach-Nelkenwurz, Wiesen-Bärenklau, Wolliges Honiggras,
Gewöhnliches Ferkelkraut, Acker-Witwenblume, Wiesen-Platterbse, Steifhaariger Löwenzahn, Magerwiesen-Margerite, Deutsches Weidelgras,
Gewöhnlicher Hornklee, Kulturapfel, Spitzwegerich, Mittlerer Wegerich, Wiesen-Rispengras, Kleine Braunelle, Vogelkirsche,
Zwetschge, Kultur-Birne, Scharfer Hahnenfuß, Kriechender Hahnenfuß, Wiesen-Sauerampfer, Stumpfblättriger Ampfer, Wiesensalbei,
Großer Wiesenknopf, Wald-Simse, Gewöhnliche Wiesensilge, Echter Beinwell, Gewöhnlicher Löwenzahn, Wiesenklee, Weißklee, Wiesen-Goldhafer,
Gamander-Ehrenpreis, Zaun-Wicke.